# Adivinhação

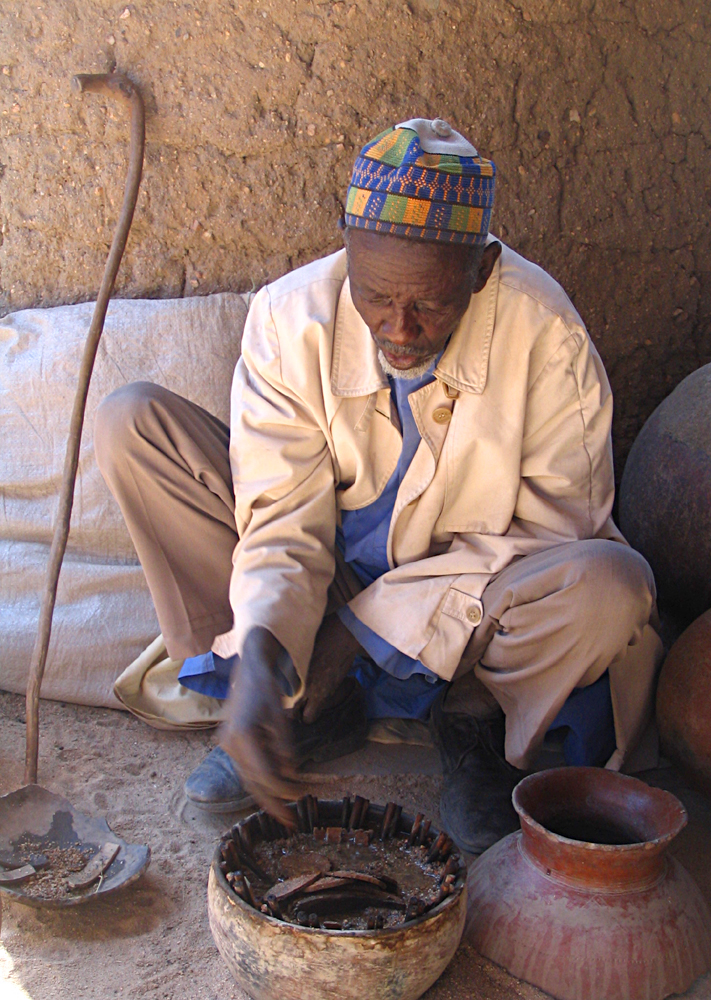
Este homem, em Rhumsiki, Camarões, informa o futuro através da interpretação das mudanças na posição dos diversos objetos como causado por um caranguejo de água doce nggàm.

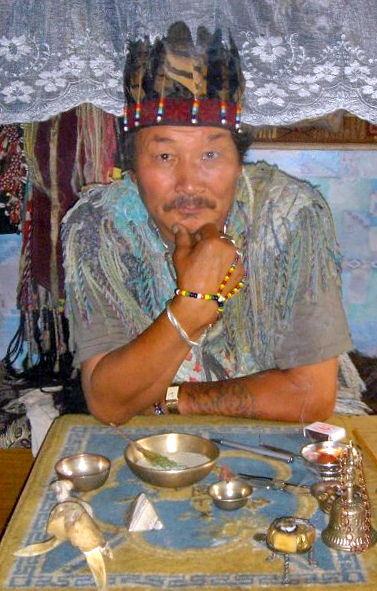
Xamã doutor de Kyzyl.

Adivinhação ou divinação, profecia, previsão, intuição, palpite, pressentimento, é o ato ou esforço de predizer coisas distantes no tempo e no espaço, especialmente o resultado incerto das atividades humanas. A adivinhação busca determinar o significado ou as causas ocultas dos acontecimentos, predizendo pensamentos ou sentimentos de outras pessoas, mudanças futuras em suas vidas, por meio de práticas variadas de consulta aos oráculos. 
Nas religiões afro-brasileiras, o jogo de búzios é um exemplo das artes divinatórias, que consiste no arremesso de um conjunto de 16 búzios sobre uma mesa previamente preparada, e na análise da configuração que os búzios adotam ao cair sobre ela. O adivinho, antes reza e saúda todos os Orixás e durante os arremessos, conversa com as divindades e faz-lhes perguntas. Considera-se que as divindades afectam o modo como os búzios se espalham pela mesa, dando assim as respostas às dúvidas que lhes são colocadas.
No parágrafo 2116 do Catecismo da Igreja Católica está exposta a posição da igreja, contrária às práticas de adivinhação.

## Métodos comuns
- astrologia: pelos corpos celestes.
- augúrio, auspício: pelo voo dos pássaros.
- aurospicina: pelas entranhas dos animais.
- axinomancia: pelo desgaste do azeviche fundido.
- bibliomancia: por livros (frequentemente, mas nem sempre, textos religiosos).
- Brontoscopia: pelo barulho do trovão.
- Captromancia: por espelhos.
- cartomancia: por cartas.
- Ceraunomancia, keraunoscopia: por relâmpagos
- cibermancia: por computadores.
- cristalomancia: por bola de cristal.
- cronomancia: sobre tempo, dia propício/dia não propício.
- gastromancia; através da ventriloquia.
- geomancia; pelos pontos vitais da terra.
- giromancia: por giro ou circulação ao redor de um círculo com letras do alfabeto
- hepatoscopia, aruspício (ou harispício): pelos fígados dos animais ou das vítimas.
- hidromancia: pelo movimento da água no mar ou rio.
- feng shui: pela harmonia na terra.
- I Ching; uma forma de bibliomancia.
- Ifá
- mântica
- necromancia: com espíritos/almas dos mortos/mortos.
- Nefelomancia, nimbumancia: pelas nuvens.
- numerologia: pelos números.
- oniromancia: por Interpretação de sonhos.
- onomancia: por nomes.
- piromancia: por fogo.
- Ouija: tabuleiro ou tábua de adivinhação.
- Quiromancia: pela palma da mão.
- rabdomancia: percura/adivinhação com bastões
- runemal; adivinhação rúnica: por runas.
- taromancia: uma forma de cartomancia usando cartas de tarot.
- tasseomancia, cafeomancia: pela borra da xícara.

## Outras leituras

### Popular
- Robert Todd Carroll (2003). The Skeptic's Dictionary. Wiley.
- Lon Milo Duquette (2005). The Book of Ordinary Oracles. Weiser Books.
- Clifford A. Pickover (2001). Dreaming the Future: The Fantastic Story of Prediction. Prometheus.
- Eva Shaw (1995). Divining the Future. Facts on File.
- The Diagram Group (1999). The Little Giant Encyclopedia of Fortune Telling. Sterling Publishing Company, Inc.

### Acadêmica
- D. Engels, Das römische Vorzeichenwesen (753-27 v.Chr.). Quellen, Terminologie, Kommentar, historische Entwicklung, Stuttgart 2007 (Franz Steiner-Verlag)
- E. E. Evans-Pritchard, Witchcraft, oracles, and magic among the Azande (1976)
- Toufic Fahd, La divination arabe; études religieuses, sociologiques et folkloriques sur le milieu natif d’Islam (1966)
- Philip K. Hitti. Makers of Arab History. Princeton, New Jersey. St. Martin’s Press. 1968. Pg 61.
- Michael Loewe and Carmen Blacke, eds. Oracles and divination (Shambhala/Random House, 1981) ISBN 0-87773-214-0
- W. Montgomery Watt. Muhammad: Prophet and Statesman. Edinburgh, Scotland. Oxford Press, 1961. Pgs 1-2.
- J. P. Vernant, Divination et rationalité (1974)